# Gerlossteinbahn

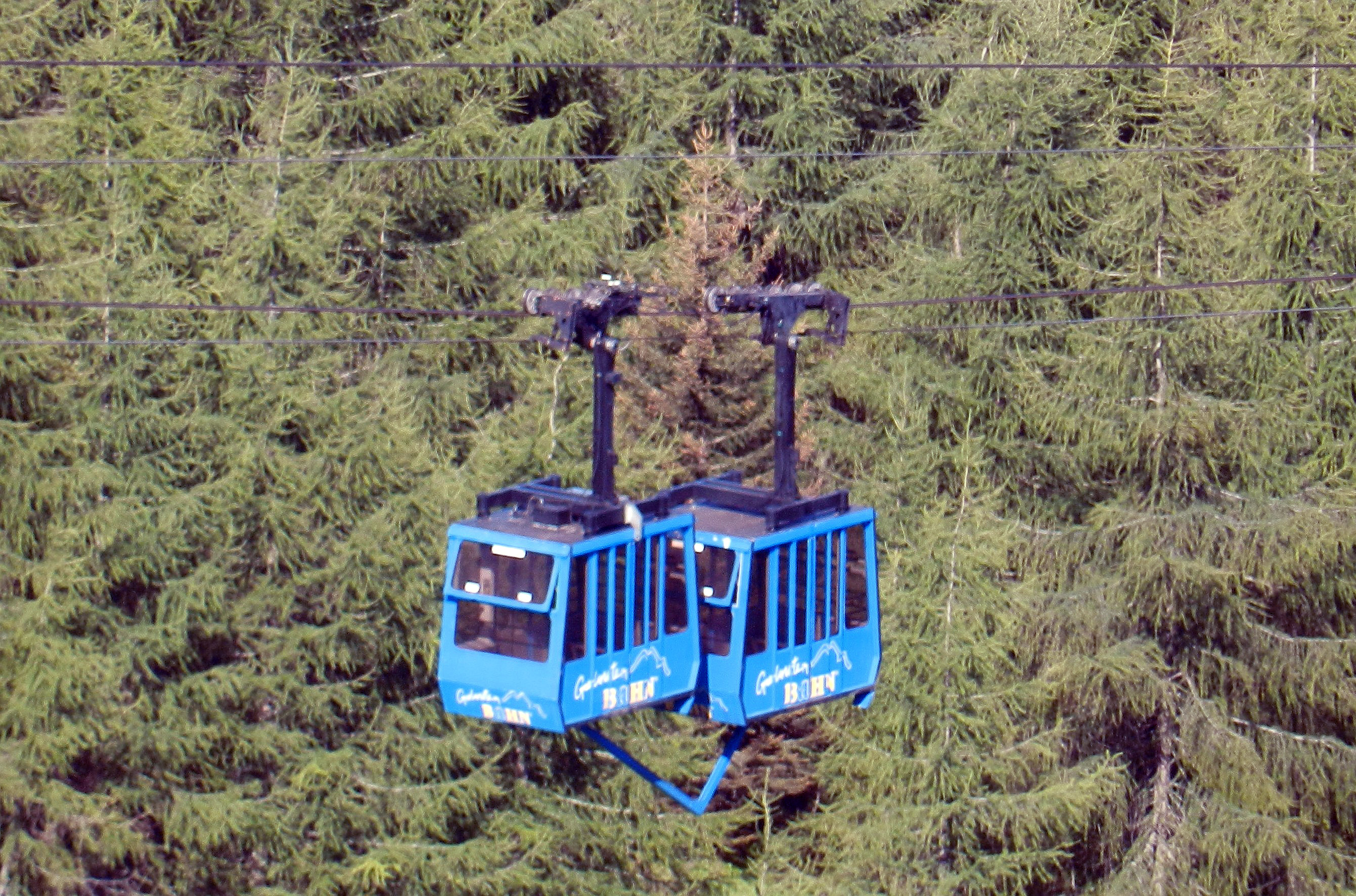
Gondel und …

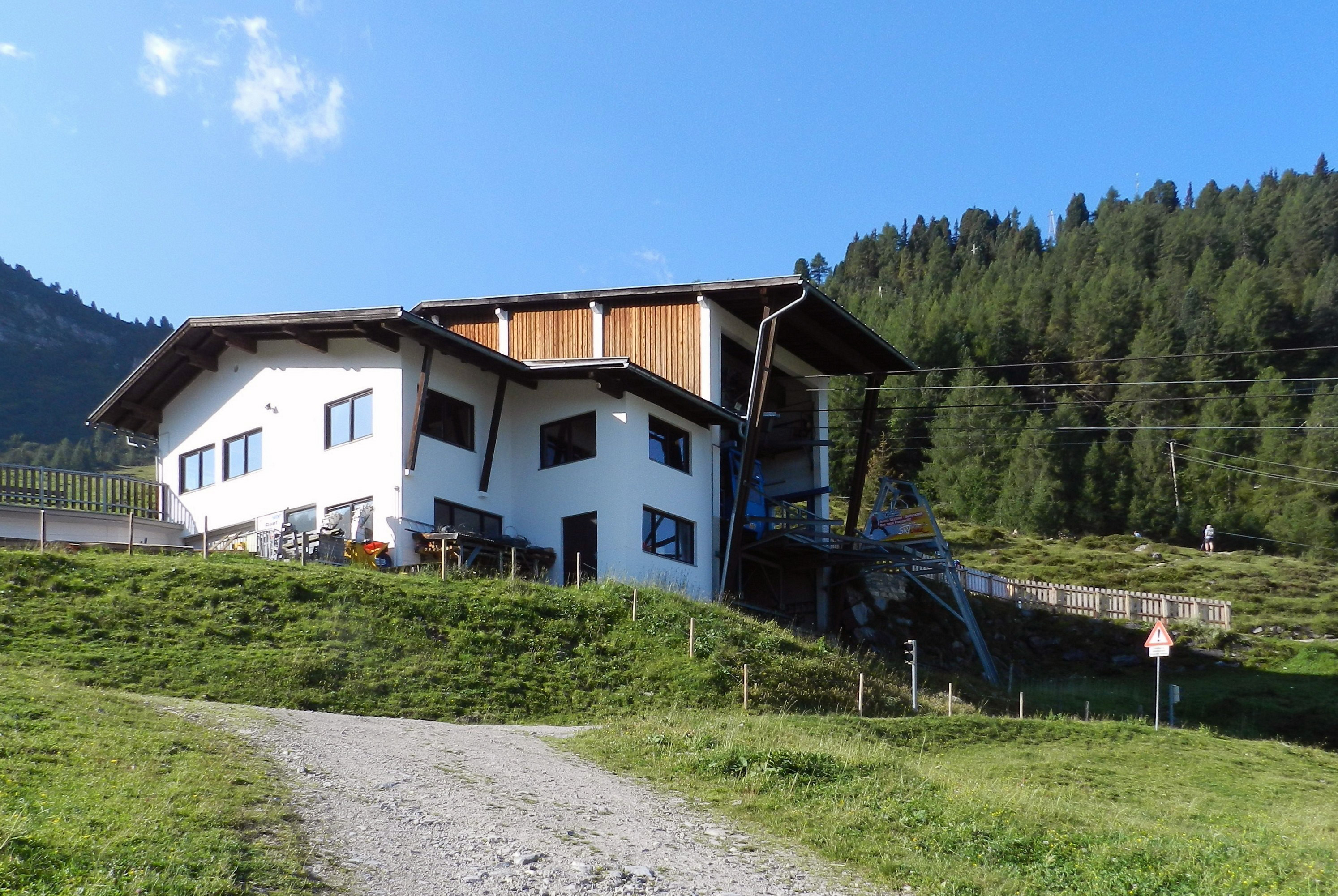
… Bergstation der Gerlossteinbahn

Die Gerlossteinbahn ist eine Luftseilbahn nach dem Prinzip der Pendelbahn, die von Hainzenberg in Tirol (Österreich) bis unterhalb des Gerlossteins auf 1643 Meter Höhe führt.
Die Seilbahn wurde im Jahr 1960 errichtet und 1988 saniert. Die Talstation befindet sich auf einer Höhe von 930 Metern, die Höhendifferenz bis zur Bergstation beträgt 713 Meter. Die Streckenlänge beläuft sich auf 2269 Meter. Die größte Neigung der Strecke beträgt 60 %, die gemittelte Neigung 33 %. Die Fahrgeschwindigkeit beläuft sich auf 25 Kilometer pro Stunde (7 m/s), so dass sich eine Fahrzeit von gut 6 Minuten ergibt. Die maximale Beförderungsleistung liegt bei 500 Personen pro Stunde.
Die Fahrzeuge bestehen aus miteinander gekoppelten Doppelgondeln (Gruppenpendelbahn). Jede Gondel hat eine Kapazität von 27 Personen, eine Doppelgondel somit von 54 Personen.
Die Gerlossteinbahn ist in der Sommersaison von Ende Mai bis Anfang Oktober und in der Wintersaison von Ende Dezember bis Ende März in Betrieb (je nach Witterung und Schneelage).

## Skibetrieb auf dem Gerlosstein
Die Gerlossteinbahn dient als Zubringer in das gleichnamige Skigebiet, welches zur Zillertal Arena gehört. Die Gerlossteinbahn und alle anderen Seilbahnanlagen im Skigebiet werden von den Zeller Bergbahnen GmbH & Co KG betrieben.
Liste der Anlagen für den Ski und Wanderbetrieb:
| Name                 | Baujahr | Art         | Betriebszeit                              |
| -------------------- | ------- | ----------- | ----------------------------------------- |
| Gerlossteinbahn      | 1988    | Pendelbahn  | Sommer & Winter                           |
| Arbiskogel           | 1989    | Sesselbahn  | Im Sommer nur für Arena Skyliner & Winter |
| Sonnalm              | 1981    | Sesselbahn  | Winter                                    |
| Larchkopflift        | Unklar  | Schlepplift | Winter                                    |
| Babylift Gerlosstein | Unklar  | Seillift    | Winter                                    |